# Trióxido de selênio
Trióxido de selênio é o óxido de fórmula química SeO3. É o anidrido do ácido selênico.